# Attone di Aquitania
Attone di Aquitania, o Atto (in tedesco Hatto) (... – dopo il 744), fu duca d'Aquitania e duca di Guascogna assieme al fratello Hunaldo I e conte di Poitiers.

## Origine
Figlio del duca d'Aquitania e duca di Guascogna, Oddone I e dalla moglie Valtrude, figlia di Walchiso (figlio di Arnolfo di Metz).

## Biografia
Suo padre, Oddone morì nel 735. La data è confermata dagli Annales Francorum Ludovici Dufour che precisano che in quello stesso anno Carlo Martello aveva invaso la Vasconia, mentre l'Ex Chronico Sigeberti monachi precisa che Oddone I perse il ducato e la vita, combattendo contro Carlo Martello in Vasconia. Hattone affiancò il fratello Hunaldo I che, in quanto primogenito, era successo al padre Oddone I, nei titoli di duca d'Aquitania e duca di Guascogna, continuando la politica paterna di ritenersi indipendente dai regni Franchi .
L'anno dopo (736), il maggiordomo di palazzo di tutti i regni dei Franchi, d'Austrasia, di Burgundia e di Neustria, Carlo Martello, attraversò la Loira e, combattendo Hunaldo ed Hattone, giunse alla Garonna conquistò la città di Bordeaux, il castello di Blavia, e, dopo aver catturato e imprigionato Hattone, riuscì a soggiogare tutta la regione e ad impossessarsene. Concesse però che il ducato continuasse ad essere governato dal figlio di Oddone I, Hunaldo I, che aveva promesso fedeltà a Carlo e ai suoi figli, Carlomanno e Pipino III detto il Breve, mentre Hattone, dopo essere stato liberato, aveva fissato la sua dimora a Poitiers.
Ma, alla fine del 741, alla morte di Carlo Martello, quando suo fratello, Hunaldo si era dichiarato nuovamente indipendente, provocando, l'anno seguente (742), la reazione dei figli di Carlo Martello, Carlomanno e Pipino, che sconfissero Hunaldo e lo costrinsero a darsi alla fuga e dopo la conquista del castello e la città di Lucas, l'attuale Loches i due fratelli si erano divisile prede e gli ostaggi, Hattone non intervenne.
E anche, nel 743, quando Hunaldo attraversò la Loira, conquistò e bruciò Carnotis, l'attuale Chartres, Hattone non prese parte alla spedizione. Cosicché quando Pipino e Carlomanno, nel 744, memori dell'ingiuria di Hunaldo, reagirono, passarono la Loira e posero il campo in Aquitania, minacciando direttamente Hunaldo che, vedendo che non poteva resistere ai suoi avversari, decise di abdicare.
 Prima di abdicare però si fece raggiungere da Hattone, che era a Poitiers, e, per punirlo per non essersi opposto all'attraversamento della Loira di Carlomanno e Pipino lo fece accecare e rinchiudere in una prigione segreta, come racconta il sacerdote e storico della Guascogna, Jean-Justin Monlezun.
Nel 745, dopo un'ulteriore ribellione, suo fratello, Hunaldo, ottenuta la pace, e deposta la corona ducale, si ritirò nell'isola di Radis, l'attuale Ile de Ré, dove si fece monaco, lasciando i titoli al figlio Waifer. Forse Hattone fu liberato, perché alcuni elenchi dei conti di Poitiers lo mantengono nel titolo sino al 778.
Comunque della morte di Hattone non si hanno notizie precise e alcune fonti fanno ricadere la sua morte, tra il 744 ed il 745, per le conseguenze dell'accecamento.

## Discendenza
Dalla moglie, che secondo il documento, forse spurio, di Carlo II il Calvo si chiamava Vandrada, Hattone ebbe tre figli:
- Lupo (?-775), duca di Guascogna
- Artgario, che secondo il sacerdote e storico della Guascogna, Jean-Justin Monlezun, fu dato in ostaggio a Pipino il Breve, dallo zio Hunaldo
- Itterio, che secondo il sacerdote e storico della Guascogna, Jean-Justin Monlezun, fu dato in ostaggio a Pipino il Breve, dallo zio Hunaldo.

## Ascendenza
|                      |   |          | Genitori |  |  | Nonni |  |  | Bisnonni     |  |  | Trisnonni   |  |
|                      |   |          |          |  |  |       |  |  | Cariberto II |  |  | Clotario II |  |
|                      |   |          |          |  |  |       |  |  | Cariberto II |  |  | Clotario II |  |
|                      |   | Sichilde |          |  |  |       |  |  | Cariberto II |  |  |             |  |
| Boggio d'Aquitania   |   |          |          |  |  |       |  |  | Cariberto II |  |  |             |  |
|                      |   | …        | …        |  |  |       |  |  |              |  |  |             |  |
|                      |   | …        | …        |  |  |       |  |  |              |  |  |             |  |
|                      |   | …        | …        |  |  |       |  |  |              |  |  |             |  |
| Oddone I d'Aquitania |   | …        |          |  |  |       |  |  |              |  |  |             |  |
|                      |   | …        | …        |  |  |       |  |  |              |  |  |             |  |
|                      |   | …        | …        |  |  |       |  |  |              |  |  |             |  |
|                      |   | …        | …        |  |  |       |  |  |              |  |  |             |  |
| Oda                  |   | …        |          |  |  |       |  |  |              |  |  |             |  |
|                      |   | …        | …        |  |  |       |  |  |              |  |  |             |  |
|                      |   | …        | …        |  |  |       |  |  |              |  |  |             |  |
|                      |   | …        | …        |  |  |       |  |  |              |  |  |             |  |
| Attone di Aquitania  |   | …        |          |  |  |       |  |  |              |  |  |             |  |
|                      | … | …        |          |  |  |       |  |  |              |  |  |             |  |
|                      | … | …        |          |  |  |       |  |  |              |  |  |             |  |
|                      | … | …        |          |  |  |       |  |  |              |  |  |             |  |
| Walchisio            | … |          |          |  |  |       |  |  |              |  |  |             |  |
|                      |   | …        | …        |  |  |       |  |  |              |  |  |             |  |
|                      |   | …        | …        |  |  |       |  |  |              |  |  |             |  |
|                      |   | …        | …        |  |  |       |  |  |              |  |  |             |  |
| Valtrude             |   | …        |          |  |  |       |  |  |              |  |  |             |  |
|                      |   | …        | …        |  |  |       |  |  |              |  |  |             |  |
|                      |   | …        | …        |  |  |       |  |  |              |  |  |             |  |
|                      |   | …        | …        |  |  |       |  |  |              |  |  |             |  |
| …                    |   | …        |          |  |  |       |  |  |              |  |  |             |  |
|                      |   | …        | …        |  |  |       |  |  |              |  |  |             |  |
|                      |   | …        | …        |  |  |       |  |  |              |  |  |             |  |
|                      |   | …        | …        |  |  |       |  |  |              |  |  |             |  |
|                      |   | …        |          |  |  |       |  |  |              |  |  |             |  |

### Fonti primarie
- (LA) Fredegario, FREDEGARII SCHOLASTICI CHRONICUM CUM SUIS CONTINUATORIBUS, SIVE APPENDIX AD SANCTI GREGORII EPISCOPI TURONENSIS HISTORIAM FRANCORUM, su thelatinlibrary.com. URL consultato il 27 luglio 2021 (archiviato il 27 aprile 2021).
- (LA)  Annales Mettenses Priores.
- (LA)  Monumenta Germanica Historica, tomus primus.
- (LA)  Rerum Gallicarum et Francicarum Scriptores, tomus tertius.
- (LA) ANNALES REGNI FRANCORUM, su thelatinlibrary.com. URL consultato il 27 luglio 2021 (archiviato il 20 luglio 2021).

### Letteratura storiografica
- Christian Pfister, La Gallia sotto i Franchi merovingi. Vicende storiche, in Storia del mondo medievale - Vol. I, Cambridge, Cambridge University Press, 1978,  pp. 688-711.
- Gerhard Seeliger, Conquiste e incoronazione a imperatore di Carlomagno, in Storia del mondo medievale - Vol. II, Cambridge, Cambridge University Press, 1979,  pp. 358-396.